# Università statale di Novgorod
L'Università statale di Novgorod (NovGU, in russo Новгоро́дский госуда́рственный университе́т и́мени Яросла́ва Му́дрого?, Novgorodskij gosudarstvennyj universitet imeni Jaroslava Mudrogo) è un ente di istruzione accademica russo situato a Velikij Novgorod intitolato a Jaroslav il Saggio.

## Struttura
- Istituto di sistemi informatici ed elettronici
- Istituto di scienze umanistiche
- Istituto di formazione medica
- Istituto di formazione continua
- Istituto di agricoltura e risorse naturali
- Istituto di economia e gestione
- Istituto politecnico